# Abaíra
Abaíra is een gemeente in de Braziliaanse deelstaat Bahia. De gemeente telt 8.821 inwoners (schatting 2009).